# ロクク・ダリ
ロクク・ダリ（Lokoku Daryl、Daryl Lokoku、男性、1993年4月17日 - ）は、コンゴ民主共和国の総合格闘家、キックボクサー。
TRI.H Studio所属。元GRANDウェルター級王者。

## 来歴
幼い頃から柔道を習いアフリカJrチャンピオンに輝き、その後も柔道に打ち込みコンゴの柔道ナショナルチームに選ばれる。10年に来日を果たすと11年の春から総合格闘技を始め、恵まれた身体能力と柔道で培った寝技を武器に同年11月の全日本パンクラスゲートオープントーナメントで優勝を果たす。
12年10月のDEEPでは大原樹里に、13年1月のDEEPフューチャーキングトーナメントでは中倉三四郎に僅差の判定負けを喫した。
14年11月のGRACHANでは元DEEPミドル級王者・上山龍紀にKO勝利、15年2月DEEPでは米田奈央に引き分ける。その後はGRACHANを主戦場とし巌流島も含め8連勝を飾る。
16年7月の巌流島ではミャンマーラウェイの最強戦士トゥントゥンミンを1Rパウンドで撃破。18年12月のGLADIATORとGRACHANの共同開催となった「GRAND」でGLADIATOR王者のレッツ豪太とGRANDウェルター級王者のベルトを賭け激突し、見事勝利し王者に輝く。
19年7月のGLADIATORではラウェイで勝利しているウィル・チョープとMMAで対戦しRNCによる一本負けを喫する。
19年12月のGRACHAN×GLADIATORでMr.DEEPこと桜井隆太と対戦し、打撃・グランドでも優勢だったが2Rに下から腕十字を極められ王座から陥落。
RIZIN初参戦となった20年8月大会では海人相手にキックボクシングルールに挑んだが判定負けを喫した。
21年6月のGRACHANでは笹川JPと対戦すると終始ペースを握りフルマークの判定勝ちを収めた。
RIZIN2戦目となった21年11月大会ではMMAで“ブラックパンサー”ベイノアと対戦。2Rにダウンを奪いパンチ連打で攻め、3Rには再び打合い連打を浴びせるも右フックを被弾して逆転負けを喫した。その後22年12月のGRACHANで林RICE陽太に判定勝ちを収める。
23年6月のRIZIN.43で木村ミノルとキックルールで対戦しKO負けとなっていたが、木村のドーピング検査結果が「陽性」であると発表され、この試合はノーコンテストとなった。

## 戦績

### 総合格闘技
| 総合格闘技 戦績 | 総合格闘技 戦績 | 総合格闘技 戦績 | 総合格闘技 戦績 | 総合格闘技 戦績 | 総合格闘技 戦績 | 総合格闘技 戦績 |
| --------------- | --------------- | --------------- | --------------- | --------------- | --------------- | --------------- |
| 21 試合         | (T)KO           | 一本            | 判定            | その他          | 引き分け        | 無効試合        |
| 12 勝           | 6               | 0               | 7               | 0               | 2               | 0               |
| 6 敗            | 1               | 3               | 3               | 0               | 2               | 0               |

| 勝敗 | 対戦相手                   | 試合結果                       | 大会名                                                                 | 開催年月日     |
| ×    | 芳賀ビラル海               | 5分2R終了 判定0-3              | GRACHAN 73 BRAVE FIGHT 35                                              | 2025年3月2日   |
| ○    | 能登崇                     | 5分3R終了 判定3-0              | Grachan 69                                                             | 2024年5月26日  |
| △    | 岸本篤史                   | 5分2R終了 判定1-0              | Grachan 65                                                             | 2023年10月15日 |
| ○    | 林"RICE"陽太               | 5分2R終了 判定3-0              | Grachan 58                                                             | 2022年12月4日  |
| ×    | "ブラックパンサー"ベイノア | 3R 1:09 KO (右フック→パウンド) | RIZIN.32                                                               | 2021年11月20日 |
| ○    | 笹川JP                     | 5分2R終了 判定3-0              | Grachan 48                                                             | 2021年6月20日  |
| ×    | 桜井隆多                   | 2R 2:56 腕ひしぎ十字固め       | GRACHAN42 × GLADIATOR 011 【GRANDウェルター級タイトルマッチ】          | 2019年12月22日 |
| ×    | ウィル・チョープ           | 1R 3:21 リアネイキッドチョーク | GLADIATOR 010                                                          | 2019年7月7日   |
| ○    | レッツ豪太                 | 5分3R終了 判定3-0              | GLADIATOR×DEMOLITION Vol2 in OSAKA 【初代GRANDウェルター級王座決定戦】 | 2018年12月2日  |
| ○    | ベク・スンデ               | 5分2R終了 判定3-0              | Grachan 35.5                                                           | 2018年7月16日  |
| ○    | 間宮晃仁                   | 5分2R終了 判定2-0              | Grachan 31                                                             | 2017年10月15日 |
| ○    | 川中孝浩                   | 1R 5:00 TKO (ドクターストップ) | Grachan 28 x Brave Fight 14                                            | 2017年2月26日  |
| ○    | 鈴木智也                   | 5分2R終了 判定2-0              | Wardog Cage Fight 12 x GRACHAN 27                                      | 2017年1月29日  |
| ○    | 佐々木克義                 | 1R 2:48 TKO                    | GRACHAN 24                                                             | 2016年8月7日   |
| ○    | ディエゴ・アンラク         | 1R 3:48 TKO                    | CHAKURIKI 2                                                            | 2016年8月7日   |
| ○    | カンホサ                   | 1R 3:48 TKO                    | GRACHAN 21 x Wardog Cage Fight 8                                       | 2016年1月31日  |
| △    | 米田奈央                   | 5分2R終了 判定1-1              | DEEP 71 Impact                                                         | 2015年1月31日  |
| ○    | 上山龍紀                   | 2R 2:38 TKO (パンチ連打)       | Grachan 15                                                             | 2014年11月30日 |
| ×    | 岡野裕城                   | 2R 1:48 リアネイキッドチョーク | マッハ祭り！                                                           | 2013年9月29日  |
| ×    | 大原樹理                   | 5分2R終了 判定0-3              | DEEP 60 Impact                                                         | 2012年10月19日 |

### キックボクシング・ラウェイ
| キックボクシング 戦績 | キックボクシング 戦績 | キックボクシング 戦績 | キックボクシング 戦績 | キックボクシング 戦績 | キックボクシング 戦績 | キックボクシング 戦績 |
| --------------------- | --------------------- | --------------------- | --------------------- | --------------------- | --------------------- | --------------------- |
| 6 試合                | (T)KO                 | 判定                  | その他                | 引き分け              | 無効試合              |                       |
| 3 勝                  | 2                     | 1                     | 0                     | 0                     | 1                     |                       |
| 2 敗                  | 1                     | 1                     | 0                     | 0                     | 1                     |                       |

| 勝敗 | 対戦相手         | 試合結果                    | 大会名                             | 開催年月日    |
| ×    | 都木航佑         | 3R終了 TKO (棄権)           | SHOOT BOXING 2024 act.4            | 2024年8月17日 |
| ○    | 風間大輝         | 3R終了 判定3-0              | SHOOT BOXING 2024 act.2            | 2024年4月13日 |
| ー   | 木村ミノル       | 無効試合                    | RIZIN.43                           | 2023年6月23日 |
| ×    | 海人             | 3R終了 判定0-3              | RIZIN.23 - CALLING OVER -          | 2020年8月10日 |
| ○    | ウィル・チョープ | 4R 0:39 TKO（カット）       | LETHWEI IN JAPAN 12 ～勇者の証～   | 2019年5月17日 |
| ○    | カイ・チー       | 2R 2:53 KO（3ノックダウン） | LETHWEI IN JAPAN 11 ～一千年の力～ | 2019年2月27日 |